# Instytut Morski w Gdańsku

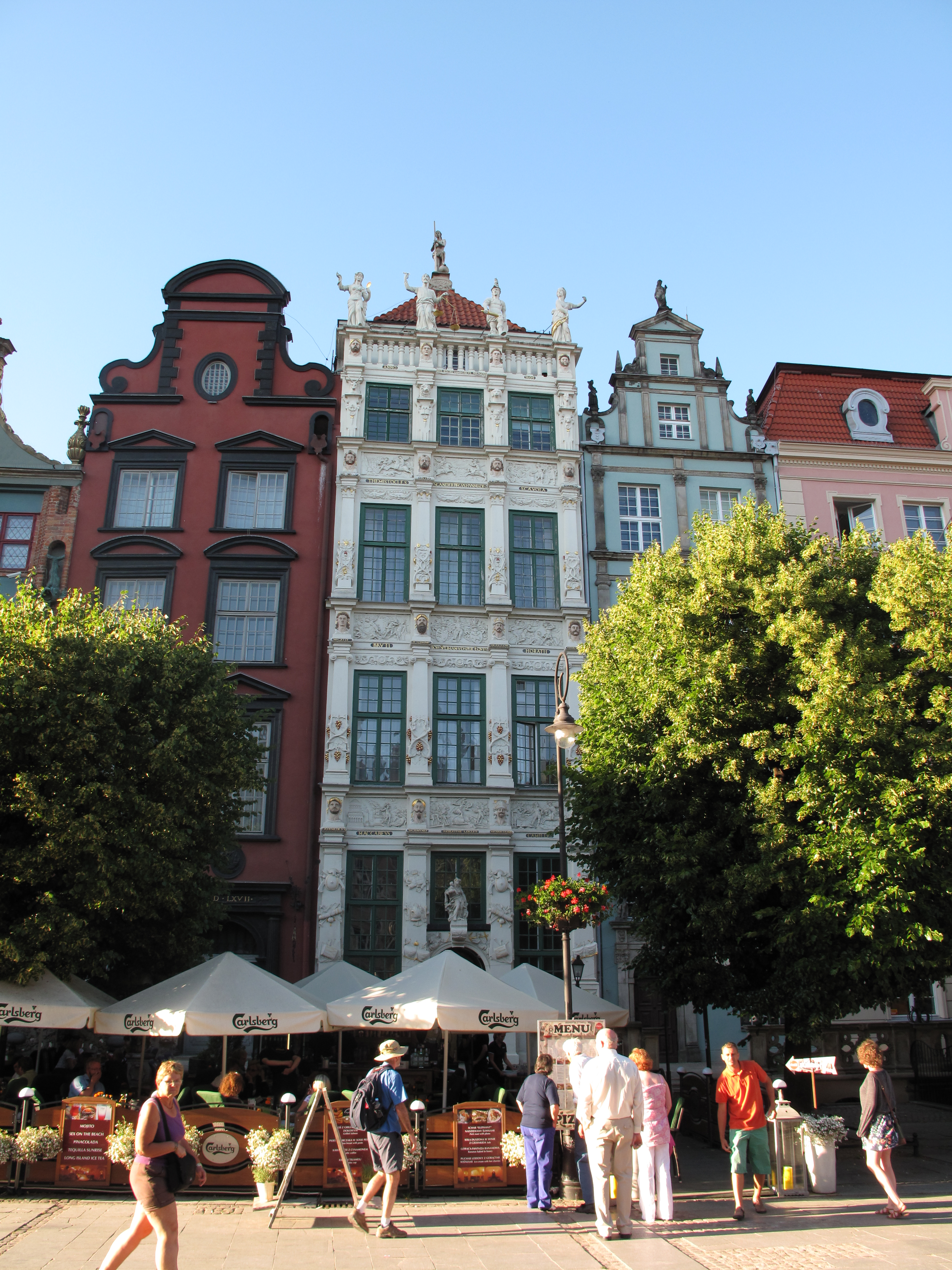
Siedzibą Instytutu Morskiego jest Złota Kamienica

Instytut Morski w Gdańsku – jednostka naukowo-badawcza resortu. Placówka wykonuje prace naukowe, badawcze i wdrożeniowe: m.in. zajmuje się modernizacją i eksploatacją portów, oceanografią operacyjną, czy problematyką zagospodarowania regionu nadmorskiego. Misją Instytutu jest dbałość o zachowanie wartości morza i zrównoważony rozwój polskiej gospodarki morskiej. Instytut opracowuje studia wykonalności i eksperyzy oraz udziela konsultacji w zakresie: hydrotechniki morskiej, geotechniki, oceanografii operacyjnej, ochrony środowiska (badania chemiczne i biologiczne), transportu, logistyki, zagospodarowania przestrzennego regionu nadmorskiego, modernizacji i eksploatacji portów, żeglugi śródlądowej, turystyki, bezpieczeństwa przeciwpowodziowego, elektroniki morskiej, a także tworzenia baz danych i monitoringu zjawisk ciągłych. W ramach instytutu funkcjonują nowoczesne, dobrze wyposażone laboratoria (w tym Akredytowane Laboratorium Badawcze Ochrony Środowiska i Laboratorium Zakładu Elektroniki Morskiej posiadające Certyfikat Polskiego Centrum Akredytacji). Jednostka posiada nowoczesny statek naukowo-badawczy RV IMOR - typu katamaran, który stanowi pływające, specjalistyczne laboratorium morskie, przeznaczone do wykonywania kompleksowych usług badawczych w płytkowodnej strefie przybrzeżnej w oparciu o najnowocześniejsze technologie badawcze.
Do grona pracowników Instytutu należał prof. Kazimierz Kruczalak.
W skład Instytutu Morskiego wchodzą następujące jednostki organizacyjne : 
- Zakład Ekologii Wód
- Zakład Elektroniki Morskiej
- Zakład Hydrotechniki Morskiej
- Zakład Oceanografii Operacyjnej
- Zakład Ekonomiki i Prawa
- Zakład Ochrony Środowiska

1 października 2019 Instytut Morski w Gdańsku włączony został do Uniwersytetu Morskiego w Gdyni.
Aktualna siedziba Instytutu Morskiego znajduje się w Centrum Offshore przy ul. Roberta de Plelo 20, 80-548 Gdańsk. 